# İsa Çelebi
İsa Çelebi (? - 1406) fou un príncep (şehzade) de l'anomenat interregne otomà. Çelebi era un títol honorífic equivalent a "cavaller" o "gentleman".

## Antecedents
İsa era un dels fills de Baiazet I, el soldà otomà. La seva mare era Devlet Hatun, la filla de l'amir de Germiyan que era un principat (beylik) turc independent en la part centro-occidental d'Anatòlia. İsa va ser governador provincial a Antalya i va lluitar en la batalla d'Ankara (28 de juliol de 1402) al costat del seu pare. L'exèrcit otomà fou derrotat i İsa va poder fugir a l'Anatolia occidental.

## İsa durant l'interregne
El 1403, després d'assabentar-se de la mort del seu pare en captivitat, va començar a aspirar al tron vacant. Va lluitar contra el seu germà Musa Çelebi per aconseguir el control de Bursa, la capital de l'imperi a la part asiàtica. Va derrotar a Musa i va començar a controlar la part Anatòlia de l'imperi. Però el territori europeu, és a dir Rumèlia, estava era sota el control del seu germà Süleyman Çelebi i la part oriental de territori d'Anatòlia era sota el control de Mehmet Çelebi (futur Mehmet I). Sentint-se insegur entre els dos competidors, va signar un tractat d'amistat amb l'emperador romà d'Orient i rebutjava el suggeriment de Mehmet de dividir la part Anatòlia de l'imperi donat que era el germà més vell. Però després d'aquesta negativa va lluitar contra Mehmet i fou derrotat en la batalla d'Ulubat el 1405. En aquesta batalla també perdia el seu visir Timurtash que era un estadista experimentat. Va fugir a Rumèlia, a territori romà d'Orient.

## El suport de Süleyman
Es va trobar amb Süleyman al que va donar suport per la seva causa a Anatolia. Amb tropes fresques proporcionades per Suleyman va tornar a Anatòlia i va intentar recobrar Bursa. No ho va aconseguir però va fer aliança amb els beys d'Anatòlia (els principats turcs menors que havien estat annexionats pel seu pare, però havien estat restablerts per Tamerlà després de la batalla d'Ankara), i va continuar lluitant contra Mehmet. Però després d'una sèrie de derrotes, els seus aliats el van trair, i es va rendir.

## Mort
Segons Hammer després de perdre la lluita es va amagar. Però segons altres fonts, fou conduït a un bany públic (haman)a Eskişehir i fou mort pels partidaris de Mehmet, el 1406.